# Mistrzostwa Szwajcarii w Skokach Narciarskich 2020
Mistrzostwa Szwajcarii w Skokach Narciarskich 2020 – zawody mające na celu wyłonić mistrza Szwajcarii, które rozegrane zostały 24 października na skoczniach HS117 (mężczyźni) i HS77 (kobiety) w kompleksie Schanzen Einsiedeln w Einsiedeln.
Zawody początkowo miały odbyć się dwa tygodnie wcześniej, jednak, ze względu na pandemię COVID-19 i pozytywne testy na obecność koronawirusa u Killiana Peiera i Andreasa Schulera, zostały przełożone na termin późniejszy. Tytuły mistrzów kraju indywidualnie wywalczyli Sina Arnet i Gregor Deschwanden.
Podczas 1. serii konkursu mężczyzn upadł Killian Peier, który w efekcie doznał poważnej kontuzji kolana (zerwanie więzadła krzyżowego przedniego) i musiał opuścić cały sezon zimowy 2020/2021.

## Wyniki

### Konkurs indywidualny mężczyzn (24.10.2020)
Opracowano na podstawie:
| M   | Zawodnik           | Skok 1  | Skok 2  | Wynik punktowy |
| --- | ------------------ | ------- | ------- | -------------- |
| 1.  | Gregor Deschwanden | 116,0 m | 109,0 m | 289,0          |
| 2.  | Dominik Peter      | 110,5 m | 106,5 m | 273,5          |
| 3.  | Simon Ammann       | 110,5 m | 106,5 m | 273,0          |
| 4.  | Sandro Hauswirth   | 107,0 m | 102,5 m | 259,5          |
| 5.  | Lars Kindlimann    | 99,0 m  | 96,5 m  | 229,8          |
| 6.  | Olan Lacroix       | 106,5 m | 94,5 m  | 226,8          |
| 7.  | Yanick Wasser      | 99,5 m  | 105,0 m | 212,6          |
| 8.  | Pascal Müller      | 103,5 m | 88,0 m  | 202,7          |
| 9.  | Janne Perini       | 97,5 m  | 98,0 m  | 191,9          |
| 10. | Felix Trunz        | 91,0 m  | 91,5 m  | 169,0          |
| 11. | Remo Imhof         | 90,5 m  | 92,0 m  | 164,5          |
| 12. | Marius Sieber      | 87,0 m  | 90,5 m  | 159,5          |
| 13. | Kim Von Grünigen   | 86,0 m  | 88,0 m  | 149,7          |
| 14. | Marti Deltell      | 94,0 m  | 74,0 m  | 136,4          |
| 15. | Killian Peier      | 116,5 m | DNS     | 132,3          |
| 16. | Juri Kesseli       | 80,0 m  | 84,5 m  | 131,6          |
| 17. | Mauro Imhof        | 81,5 m  | 81,0 m  | 124,0          |
| 18. | Marco Bertsch      | 67,0 m  | 73,5 m  | 86,4           |
| 19. | Micha Sturm        | 67,0 m  | 74,0 m  | 77,8           |
| 20. | Damien Rupp        | 63,0 m  | 58,0 m  | 50,3           |

### Konkurs indywidualny kobiet (24.10.2020)
Opracowano na podstawie:
| M  | Zawodniczka    | Skok 1 | Skok 2 | Wynik punktowy |
| -- | -------------- | ------ | ------ | -------------- |
| 1. | Sina Arnet     | 70,0 m | 74,5 m | 245,5          |
| 2. | Emely Torazza  | 68,0 m | 70,0 m | 230,2          |
| 3. | Rea Kindlimann | 63,5 m | 66,0 m | 215,0          |
| 4. | Celina Wasser  | 63,5 m | 58,0 m | 172,3          |
| 5. | Nora Gutknecht | 57,5 m | 58,5 m | 153,7          |